# Oude Delft 18
De Oude Delft 18 is een pand uit 1785 aan de Oude Delft in de stad Delft, in de Nederlandse provincie Zuid-Holland. Het werd in 1967 ingeschreven in het rijksmonumentenregister.

## Bouwstijl
Van origine had het pand drie ramen. Later kreeg het er aan de linkerkant twee ramen bij. Het gebouw heeft een zadeldak met aan beide uiteinden ervan een puntgevel. De deuromlijsting is eenvoudig en heeft pilasters, en het stoepje naar de voordeur is afgewerkt met een smeedijzeren hek in Lodewijk XIV-stijl. Het gebouw is aan de onderkant afgewerkt met een hardstenen gevelplint.

## Geschiedenis
Rond 1900 was het huis enkele decennia bewoond door ene D.C. Lans, tot het in december 1921 per opbod verkocht werd en het werd aangekocht door studentenvereniging Sanctus Virgilius. Deze nam in 1922 intrek in het gebouw. De officiële opening werd verricht door minister König. Eind 1940, ten tijde van de Tweede Wereldoorlog, werd de vereniging door de bezetter ontbonden. Het sociëteitspand aan de Oude Delft werd vervolgens in beslag genomen. Twee jaar later, in 1942, werd het gebouw in gebruik genomen als arbeidsbureau.